# Gypsy jazz
Gypsy jazz – poznat i kao gypsy swing ili hot club jazz – je stil jazza za koji se često kaže da ga je 1930-ih godina započeo gitarist Jean "Django" Reinhardt. Korijene ima pretežno u Francuskoj pa je stoga čak i u izvorima na engleskom jeziku poznat i po svom francuskom imenu jazz manouche ili alternativno manouche jazz. Neki moderni rječnici preporučuju izbjegavanje riječi "gypsy" zbog njene previše česte uporabe u pogrdnom smislu, ali istovremeno ne navode nikakve ograde u pogledu korištenja pojma "gypsy jazz".

## Povijest
Django Reinhardt bio je najpoznatiji u grupi gitarista Roma koji su djelovali u i oko Pariza u razdoblju od 1930-ih do 1950-ih godina. Tu su grupu činili još braća Baro, Sarane, i Matelo Ferret te Djangov brat Joseph "Nin-Nin" Reinhardt. Mnogi glazbenici, koji su svirali ovaj stil, djelovali su u Parizu u popularnim tzv. musette sastavima. Tako primjerice valceri svirani u stilu musette predstavljaju značajan dio gypsy jazz repertoara. Django Reinhardt je osebujan i po kombiniranju "tamnije", kromatske romske melodioznosti s tzv. "swingerskom" artikualcijom sviranja karakterističnom za taj period. Ta je kombinacija presudna za ovu vrstu jazza. Osim toga, Django je svojim načinom sviranja utro put mnogim današnjim gypsy jazz gitarista. U njegovu se najpoznatijem sastavu Quintette du Hot Club de France proslavio i violinist Stéphan Grappelli. Bio je to početak suradnje koja će postati legendarna u svijetu gypsy jazza.

## Glazbala i sastav
Originalna postava sastava Quintette du Hot Club de France svirala je na akustičnim glazbalima bez bubnjara. To je omogućavalo da akustična gitara i violina postanu vodeće instrumenatalne dionice. Klarinet, mandolina i harmonika su također bili često zastupljeni u različitim postavama. Ritam gitaru se sviralo i karakterističnom perkusivnom tehnikom nazvanom la pompe, a gitaristi su takvom ritamskom tehnikom sviranja praktično nadomještali bubnjeve. Većina gypsy jazz solo- i ritam-gitarista svirala je na nekoj od gitara dizajniranih i proizvedenih od strane čuvene tvrtke Selmer-Maccaferri: jedna od tih bila je i Djangov omiljeni instrument.

## Vanjske poveznice

### Sestrinski projekti
|  | Zajednički poslužitelj ima još gradiva o temi Gypsy jazz |

### Mrežna sjedišta
- Hrvatski jazz portal  Arhivirana inačica izvorne stranice od 20. veljače 2014. (Wayback Machine)
- The Django Reinhardt Swing Page (engl.)
- Guitare Jazz Manouche.com – Learn Gyspy Jazz (engl.)
- TrueFire.com – Andy Ellis & John Jorgenson: »Demystifying the Art of Django Gypsy Jazz Guitar« (engl.)
- Jazzmanouche.de – informacije o gypsy jazzu (njem.)
- Festival Django Reinhardt (Samois-sur-Seine) (fr.) (engl.)